# Augustin Pyramus de Candolle
Augustin Pyrame de Candolle (Ginebra, 4 de febrer del 1778 - 9 de setembre del 1841), fou un botànic suís.
Va néixer el 1778 a Ginebra, en una família calvinista de la Provença que al segle xvi havia fugit de la persecució religiosa. Als 18 anys passà a estudiar medicina a París. Ajudà Jean-Baptiste de Lamarck (1744-1829) a refondre la Flore française (1803-1815). El 1804 obtingué el títol de doctor en medicina per la facultat de medecina de París amb la tesi Essai sur les propriétés médicales des plantes. Dos anys després, el 1806, tragué Synopsis plantarum in flora Gallica descriptarum, i començà un cicle de set estius (1806-1812) dedicats a un reconeixement agrícola i botànic de les regions de França per compte del govern. El 1813 aparegué la seva obra principal, la Théorie élémentaire de la botanique.
La Restauració francesa per motius polítics l'obligà a abandonar França, i s'establí a Ginebra. El 1818 emprengué la tasca de descriure totes les plantes conegudes, tot publicant les dues primeres parts del seu gran treball: Regni vegetabilis systema naturale, 1818-1821; però aquesta publicació, inabastable, no pogué continuar. Morí el setembre de 1841 a la seva ciutat natal.
Va publicar nombrosos treballs de botànica i fou l'autor d'una classificació botànica. El seu fill Alphonse i net Casimir van continuar la seva obra inacabada.

## Premi Augustin-Pyramus de Candolle
La Société de Physique et d'Histoire Naturelle (SPHN) atorga des del 1851 amb periodicitat irregular el Premi Augustin-Pyramus de Candolle a l'autor de la millor monografia sobre un gènere o una família de plantes, en reconeixement de l'obra de Candolle que va fundar el Conservatori Botànic de Ginebra el 1824 i on es conserva el seu herbari. Fins a 2012 el premi s'havia atorgat 27 vegades.